# Everland
Koordinaten: 37° 17′ 43″ N, 127° 12′ 16″ O
Das Everland Resort ist ein südkoreanischer Freizeitpark, der im Jahr 2013 von rund 7,3 Millionen Menschen besucht wurde. Neben dem Themenpark bietet das Everland auch einen Wasserpark, genannt Caribbean Bay, und einen Zoo an.

## Parkstruktur
Der Park ist insgesamt in fünf Themengebiete unterteilt. Im Global Fair befinden sich, ähnlich wie in Disneys Main Street, verschiedene Shops und Restaurants. Im Themenbereich European Adventure sind Attraktionen und Geschäfte im europäischen Stil gestaltet. Zudem existieren noch die Bereiche American Adventure und Magic Land.
Im Gebiet Zoo-Topia befinden sich die Tiere des Parks. Seit dem 20. April 2013 gibt es zusätzlich noch das Themengebiet Lost Valley. Besucher begeben sich hier mit dem Amphibious Vehicle auf Safari.

## Attraktionen

### Fahrgeschäfte
Neben einer Vielzahl von anderen Attraktionen finden sich insgesamt fünf Achterbahnen im Park, von denen T Express als erste Holzachterbahn Südkoreas überhaupt und steilste Holzachterbahn der Welt wohl die bekannteste ist.
| Name                           | Höhe (in m) | Länge (in m) | Geschwindigkeit (max. in km/h) | g-Kraft (max.) | Typ                             | Hersteller     | Themenbereich      | Eröffnungsjahr |
| ------------------------------ | ----------- | ------------ | ------------------------------ | -------------- | ------------------------------- | -------------- | ------------------ | -------------- |
| Sky Cruise                     | 33          | 255          | 4                              |                | Seilbahn                        | Doppelmayr     |                    | 2012           |
| Dragon Coaster                 | ?           | ?            | ?                              | ?              | Powered Coaster                 | Zamperla       | ?                  | 1987           |
| Herky & Timmy’s Racing Coaster | ?           | 314          | ?                              | ?              | Familienachterbahn              | Vekoma         | ?                  | 2005           |
| Rolling X-Train                | 30          | 700          | 71                             | ?              | Stahlachterbahn mit Inversionen | Arrow Dynamics | American Adventure | 1987           |
| T Express                      | 56          | 1641         | 104                            | ?              | Holzachterbahn                  | Intamin        | European Adventure | 2008           |

#### Ehemalige Achterbahnen
| Name           | Typ                              | Hersteller     | Eröffnung | Schließung |
| -------------- | -------------------------------- | -------------- | --------- | ---------- |
| Eagle Fortress | Suspended Coaster                | Arrow Dynamics | 1992      | 2009       |
| Jet Coaster    | Stahlachterbahn ohne Inversionen | Sansei Yusoki  | 1976      | 2004       |
| Jungle Mouse   | Wilde Maus                       | [ Mack Rides]  | 1982      | um 1988    |

### Sonstige Attraktionen
Zu erwähnen ist zudem die 33 Meter hohe Schiffsschaukel Columbus Adventures, die im Themengebiet American Adventure zu finden ist, sowie die Rafting-Anlage Amazon Express (Zoo-Topia).